# Leiodes flavescens
Leiodes flavescens är en skalbaggsart som först beskrevs av Schmidt 1841.  Leiodes flavescens ingår i släktet Liodes, och familjen mycelbaggar. Arten är reproducerande i Sverige.